# Santos Jorge
Don Santos Jorge Amátrian (Peralta, España; 1 de noviembre de 1870 - Ciudad de Panamá, Panamá; 22 de diciembre de 1941) fue un compositor Español. Formado en el conservatorio de Madrid, en 1889 emigró a la Ciudad de Panamá, ciudad en la que fue nombrado maestro de capilla de la Catedral y maestro de canto de las escuelas públicas y primarias.
En 1892 asumió el cargo de director de la banda militar del batallón Ecuador, cargo que mantuvo posteriormente en la recién fundada Banda Republicana de Panamá. En 1897 compuso la música de una canción para las escuelas que tituló "Himno Patriótico Istmeño".
En 1906, la Asamblea Nacional adoptó el himno de manera provisional. Más tarde, en la Constitución de 1941, se incluyó un artículo por el que se asumió de forma definitiva el llamado Himno Nacional.
En 1937 fue nombrado presidente honorario de la Unión Musical de Panamá.